# Wet-folding

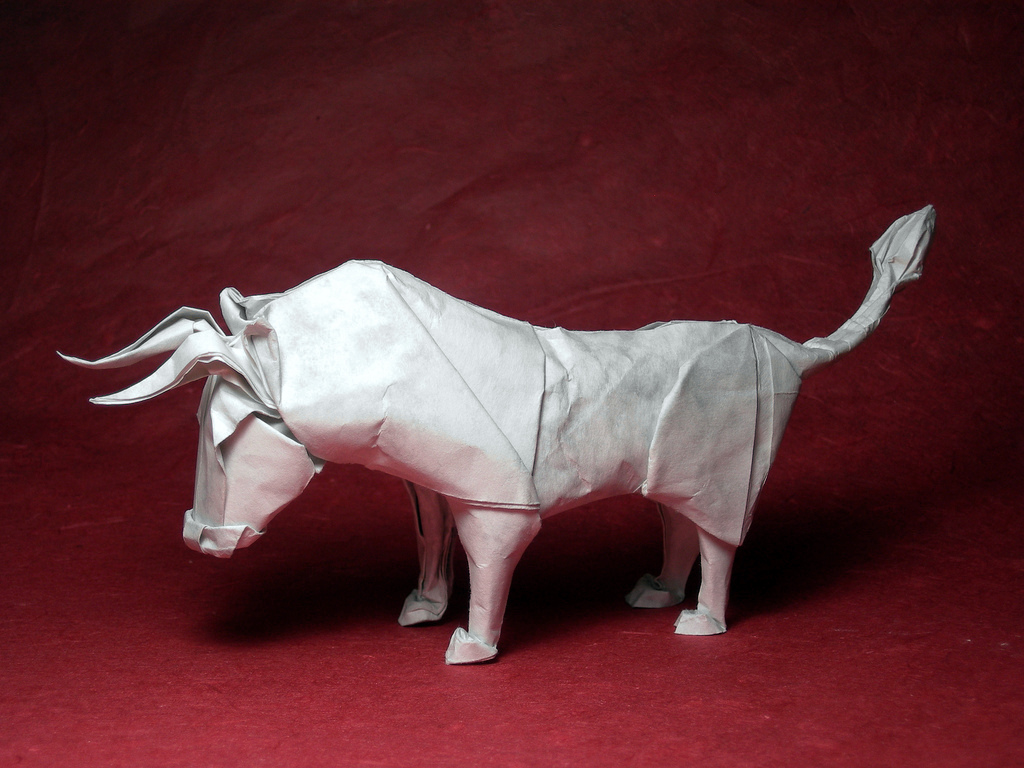
Un toro ottenuto con la tecnica del wet-folding

Il wet-folding (o piegatura a umido) è una tecnica di piegatura dell'origami sviluppata da Akira Yoshizawa e Eric Joisel che consiste nell'inumidire la carta con dell'acqua prima e durante il procedimento di piegatura in modo che possa essere modellata. Questo procedimento rende l'origami simile ad una scultura anziché essere puramente geometrico. La tecnica del wet-folding è utilizzata spesso da origamisti professionisti per ottenere modelli realistici e non geometrici come animali o altre forme viventi. Solitamente con questa tecnica si adopera carta più spessa di quella tradizionale per l'origami per evitare che si strappi durante il procedimento di piegatura e modellazione. 
Il procedimento del wet-folding consente al piegatore di ottenere più semplicemente forme curve, eseguendo una sorta di modellazione e riducendo l'effetto del reticolo di pieghe.
Il wet-folding consente di migliorare la rigidità del modello con un processo chiamato apprettamento (sizing). L'appretto a cui si fa riferimento è un adesivo solubile in acqua, di solito metilcellulosa or acetato di metile, che può essere aggiunto durante la fabbricazione della carta. 
Quando la carta dopo essere stata bagnata si asciuga, i legami chimici tra le fibre della carta si legano assieme per formare un foglio sagomato e più resistente. Per inumidire la carta solitamente l'artista utilizza un panno imbevuto d'acqua. La quantità d'acqua che inumidisce la carta è fondamentale nel processo, perché poca farà asciugare la carta troppo rapidamente e riporterà la carta alla sua forma originale, mentre troppa renderà le pieghe più fragili e potrebbe provocare la rottura nei punti di piegatura e tensione.
Tra gli origamisti più importanti che hanno utilizzato questa tecnica ricordiamo Eric Joisel, Robert J. Lang e John Montroll.